# 野口幸夫
野口 幸夫（のぐち ゆきお、1950年 - 2004年）は、日本のSF小説翻訳家。

## 人物・来歴
1950年、大阪府に生まれる。東京大学法学部を中退。東大SF研究会に所属し、在学中から『SFマガジン』などに翻訳を発表。サンリオSF文庫ではベスター『コンピュータ・コネクション』やジョーンズ編『新しいSF』などを翻訳、山形浩生は「いまでも、当時のかれの翻訳がぼくにはお手本だ」と述べている。2004年、病没。

## 翻訳
- 『新しいSF』（The New SF(1969)、ラングドン・ジョーンズ編、サンリオSF文庫） 1979年 [3]
- 『どこからなりとも月にひとつの卵』（Change the Sky and Other Stories(1974)、マーガレット・セントクレア（英語版）、サンリオSF文庫） 1980年 [4]
- 『コンピュータ・コネクション』（Extro(1974)、アルフレッド・ベスター、サンリオSF文庫） 1980年 [1]
- 『遥かなる光』（A Different Light(1978)、エリザベス・A・リン、ハヤカワ文庫SF） 1981年 [5]
- 『遊星からの物体X』（The Thing(1982)、アラン・ディーン・フォスター、サンリオ） 1982年 [6]
- 『死亡した宇宙飛行士』（Low-flying Aircraft(1976)、J・G・バラード、NW-SF社、NW-SFシリーズ） 1982年 ISBN 4900244023
- 『冬の狼 : アラン史略1』（Watchtower(1979)、エリザベス・A・リン、ハヤカワ文庫FT） 1985年
- 『アランの舞人 : アラン史略2』（The Dancers of Arun(1979)、エリザベス・A・リン、ハヤカワ文庫FT） 1985年
- 『北の娘 : アラン史略3』（The Northern Girl(1980)、エリザベス・A・リン、ハヤカワ文庫FT） 1986年
- 『キャンプ・コンセントレーション』（Camp Concentration(1968)、トマス・M・ディッシュ、サンリオSF文庫） 1986年 [7]
- 『エンダーのゲーム』（Ender's Game(1985)、オースン・スコット・カード、ハヤカワ文庫SF） 1987年
- 『非情の灼熱惑星』（The Rim-World Legacy(1967)、F・A・ジェイヴァー、早川書房、ハヤカワ文庫SF） 1987年 [8]
- 『密告者を撃つな』（You'd Better Believe It(1985)、ビル・ジェイムズ、サンケイ出版、サンケイ文庫 海外ノベルス・シリーズ） 1987 ISBN 4383025781
- 『炎の夏』（Summer Fires(1980)、ボブ・ライス（英語版）、扶桑社、扶桑社ミステリー） 1988年 ISBN 4594003281
- 『変容風の吹くとき: チェンジウィンド・サーガ1』（When the Changewinds Blow(1987)、ジャック・L・チョーカー、角川書店、角川文庫） 1990年 ISBN 4042740014

## 共訳書
- 『未来企業 : 未来の衝撃の時にも変らぬ会社』（Tomorrow, INC.、マーチン・ハリイ・グリーンバーグ, ジョセフ・D・オランダー編、野口幸夫他訳、サンリオ） 1979年
- 『無伴奏ソナタ』（Unaccompanied Sonata and other stories(1981)、オースン・スコット・カード、野口幸夫他訳、早川書房、ハヤカワ文庫SF） 1985年 [9]
- 『蒸気駆動の少年』（The Steam-Driven Boy and other stories、ジョン・スラデック、柳下毅一郎編、河出書房新社、奇想コレクション） 2008年 ISBN 978-4309622019